# Diplazium hayatamae
Diplazium hayatamae là một loài dương xỉ trong họ Athyriaceae. Loài này được N.Ohta & M.Takamiya mô tả khoa học đầu tiên..
Danh pháp khoa học của loài này chưa được làm sáng tỏ. 